# Ziak
 (juin 2025).
La mise en forme du texte ne suit pas les recommandations de Wikipédia : il faut le « wikifier ».
Les points d'amélioration suivants sont les cas les plus fréquents. Le détail des points à revoir est peut-être précisé sur la page de discussion.
- Les titres sont pré-formatés par le logiciel. Ils ne sont ni en capitales, ni en gras.
- Le texte ne doit pas être écrit en capitales (les noms de famille non plus), ni en gras, ni en italique, ni en « petit »…
- Le gras n'est utilisé que pour surligner le titre de l'article dans l'introduction, une seule fois.
- L'italique est rarement utilisé : mots en langue étrangère, titres d'œuvres, noms de bateaux, etc.
- Les citations ne sont pas en italique mais en corps de texte normal. Elles sont entourées par des guillemets français : « et ».
- Les listes à puces sont à éviter, des paragraphes rédigés étant largement préférés. Les tableaux sont à réserver à la présentation de données structurées (résultats, etc.).
- Les appels de note de bas de page (petits chiffres en exposant, introduits par l'outil «  Source ») sont à placer entre la fin de phrase et le point final[comme ça].
- Les liens internes (vers d'autres articles de Wikipédia) sont à choisir avec parcimonie. Créez des liens vers des articles approfondissant le sujet. Les termes génériques sans rapport avec le sujet sont à éviter, ainsi que les répétitions de liens vers un même terme.
- Les liens externes sont à placer uniquement dans une section « Liens externes », à la fin de l'article. Ces liens sont à choisir avec parcimonie suivant les règles définies. Si un lien sert de source à l'article, son insertion dans le texte est à faire par les notes de bas de page.
- La présentation des références doit suivre les conventions bibliographiques. Il est recommandé d'utiliser les modèles {{Ouvrage}}, {{Chapitre}}, {{Article}}, {{Lien web}} et/ou {{Bibliographie}}. Le mode d'édition visuel peut mettre en forme automatiquement les références.
- Insérer une infobox (cadre d'informations à droite) n'est pas obligatoire pour parachever la mise en page.

Pour une aide détaillée, merci de consulter Aide:Wikification.
Si vous pensez que ces points ont été résolus, vous pouvez retirer ce bandeau et améliorer la mise en forme d'un autre article.
Ziak est un rappeur et chanteur français, né en juillet 1997 à Évry en Essonne, l'un des principaux représentants de la drill francophone avec Gazo, Freeze Corleone ou ASHE 22.
Ziak a pour particularité de toujours apparaître masqué et de ne divulguer aucune information sur son identité.
Le 12 novembre 2021, ce dernier sort son premier album solo, Akimbo, certifié disque de platine. Le succès de son album en fait l'une des grosses révélations françaises de l'année 2021. Ziak sort son second projet, Chrome, le 24 février 2023. Il publie son troisième album, Essonne History X, le 10 janvier 2025.

## Biographie

### Origines et enfance
Le 2 juin 2023, Ziak réalise pour la première fois une interview face à Mouloud Achour dans l'émission Clique X. On y apprend[style à revoir] qu'il est né d'un père antillais et d'une mère algérienne, et qu'il a été élevé en métropole par cette dernière, avec très peu de moyens. Avec ses sœurs, la famille déménage de cité en cité plus de vingt fois, entre Ris-Orangis, Corbeil-Essonnes et Évry-Courcouronnes notamment, au quartier des Pyramides dans le cas de cette dernière ville,.
Son nom de scène, « Ziak », vient d'une expression couramment utilisée dans le département de l'Essonne, particulièrement à Evry selon ses dires. « Faire quelque chose en ziak » signifie « le faire rapidement et s'en aller ». Il confirme ainsi les théories qui se basaient sur son utilisation du mot d'argot « sten » (signifiant « bien »), qui situaient son origine dans ce département.

### Identité
Ziak est l'objet de théories quant à son identité et son passé de rappeur, auxquelles il réagit rarement. Lors de l'interview pour Clique X, il déclare : « J'aime que ça fabule, qu'on se demande : mais en fait, il y a plusieurs gars ? En fait, c'est qui, c'est lui ? Si ça se trouve, c'est un ancien ? ».

### Enfance
Malgré une enfance passée sans son père, qui est guitariste, le jeune Ziak baigne dans la musique. Il grandit avec le hip-hop principalement, mais aussi le reggae et le dancehall. Il commence à rapper à 11 ans, avec rapidement de premières sessions en studio, où partent toutes ses économies. « Il n'y avait pas encore les tendances, les freestyles sur Instagram… Je rappais dans les chiottes et tout le monde était là ».
Certains jeunes vivent pour le football, lui c'est la musique, même s'il pense dans un premier temps devenir chef cuisinier. La scène l'attire plus que tout. En 2023, il avoue vivre son « rêve de gosse ».

## Carrière

### Akimbo(2020-2022)

#### Débuts (2020)
Le rappeur sort son premier single intitulé Double Dash le 14 janvier 2020 et connaît un relatif succès sur YouTube avec des paroles telles que : « Libérez tous mes copains ! ». Toujours au mois de janvier, le single Raspoutine sorti le 31 janvier 2020, accompagné d'un clip où des couteaux semblent suspendus au-dessus du sol. Ce clip apportera une certaine visibilité à Ziak et fera de lui un rappeur notable.
Le 19 octobre 2020, il sort son premier single certifié single de diamant : Fixette, qui est son plus gros succès commercial.

#### Ascension (2021)
Trois mois après la sortie de Flocko, le 15 février 2021, Ziak sort son nouveau single Galerie. Ce morceau sera utilisé sur le réseau social TikTok, avec la phrase « J'aime bien, j'aime beaucoup c'que tu proposes ». Alors qu'il sortait tous ses morceaux de manière indépendante, sa carrière va prendre un nouveau tournant. Au mois de mai, il est signé par le label Millenium de Capitol Music France, appartenant à Universal.

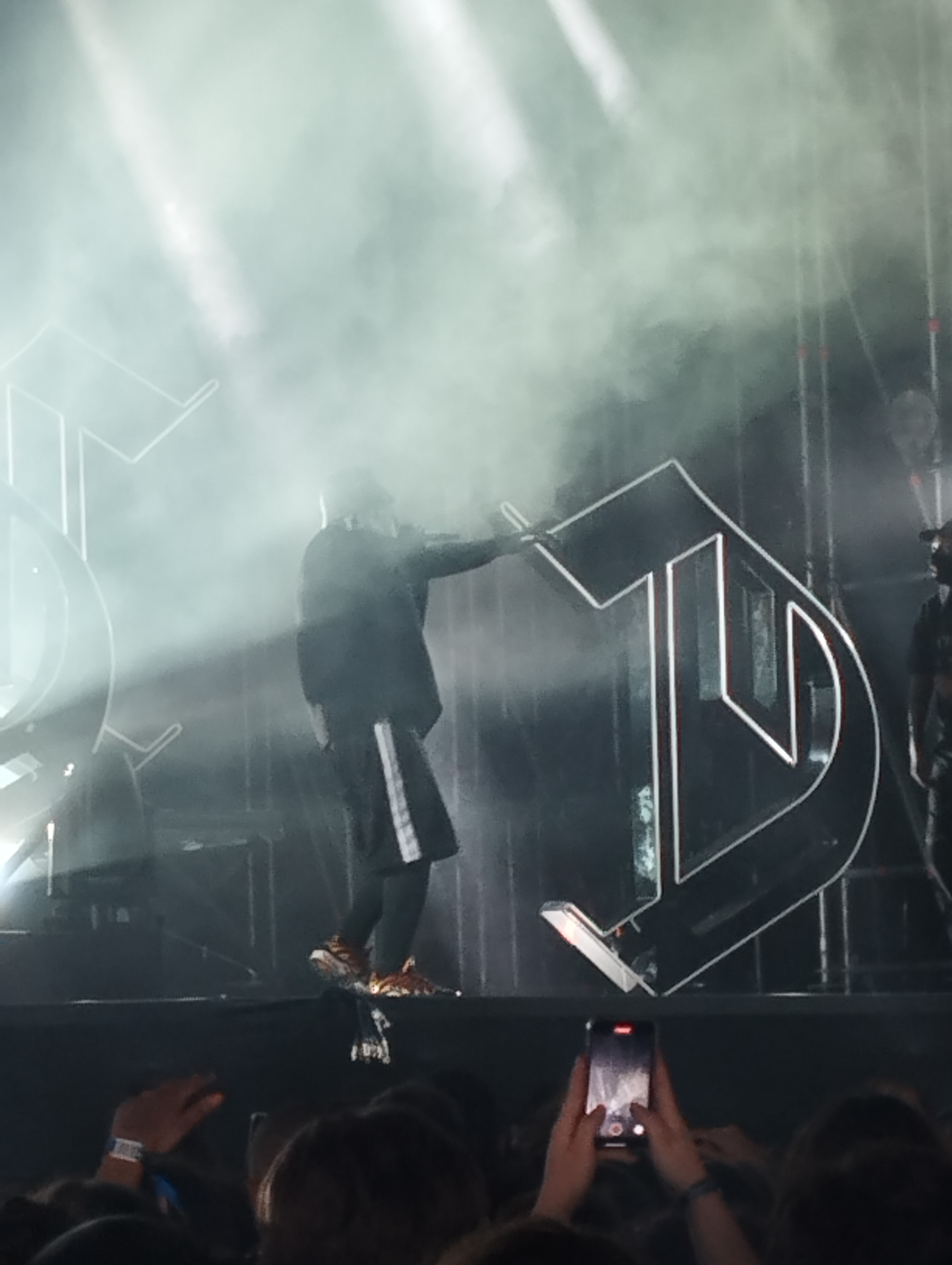
Ziak en concert à We Love Green en juin 2022.

Le 28 octobre 2021 sort son troisième morceau Akimbo, qui lui vaut un single d'or[source secondaire souhaitée].
Son premier album, du même nom que son dernier single, sort le 12 novembre 2021 et comporte 17 pistes dont une collaboration avec le rappeur Maes. Avec 18 766 ventes en première semaine, il signe l'un des meilleurs démarrages rap français de l'année 2021.
Ziak annonce par la même occasion un concert à La Cigale pour mai 2022. Mais voyant l'engouement autour de cette annonce (sold out en 24 heures), il dévoile l’Akimbo Tour, cette fois-ci au Zénith de Paris à partir du 27 mai 2022 à Paris jusqu'au 28 janvier 2023 à Caen,. L'album est certifié disque d'or un mois après sa sortie,.

#### Légère pause (2022)
Après une ascension dans le milieu du rap, Ziak ressort deux singles en avril et en mai (Dans les règles et You know). Ces singles ont généré moins d'attention que ses précédents clips[réf. nécessaire]. L'album Akimbo est certifié disque de platine sept mois après sa sortie. Fin septembre, il est invité par Kerchak sur le titre Peur, qui figurera dans son album Confiance, sorti en novembre. Fin octobre, il apparait sur la compilation Le soleil se lèvera à l’Ouest du média Raplume, avec Talent.

### Chrome(2023-2024)
Le 19 janvier 2023, à la fin de son concert au Zénith de Paris, il annonce la sortie de son prochain album, Chrome, pour le 24 février 2023. Dans la foulée sort un premier extrait, intitulé Même pas un grincement, certifié single d'or en mai. Ce deuxième projet est composé de 14 titres et sera moins bien accueilli que le premier, avec seulement 9 951 ventes en première semaine, contre quasiment le double pour Akimbo,.
Le 21 mars, Ziak complète Chrome avec le titre Pistol & Zamal, aux consonances antillaises, qui avait fuité dès la mi-février et qu'il ne souhaitait pas dévoiler. « Je pensais que les gens n'allaient pas comprendre, ça sonne rétro, mais moi je kiffe »,. Le 24 mai, c'est Halla qui devient le seizième morceau du projet. Deux mois plus tard, le 28 juillet, un nouveau single sorti sans annonce ni teasing intègre l'album : Cette vie. Le 6 octobre, il y ajoute Vautours en featuring avec Koba LaD[source secondaire souhaitée].
Fin avril, Ziak participe à l'album Shtar Academy (En Permission) sur le son Porte sans poignée[source secondaire souhaitée].

### Essonne History X(depuis 2024)
En 2024, Ziak marque une pause dans sa carrière musicale, n’apparaissant que sur deux morceaux : Mode hardcore de Houdi et Mauvaise mine de Zed,.
Le 12 décembre 2024, Ziak annonce la sortie de son nouvel album Essonne History X pour le 10 janvier 2025. Deux morceaux sont aussitôt disponibles, à savoir le titre Chassé croisé et Grabba, accompagnés d'un clip. Dans ce dernier figurent des indices concernant les featurings de l'album, qui sont, selon des tableaux au mur, Zed, Kaaris, Josman, Jolagreen23 et TH. Ziak organise des X-Perience Party à La Maroquinerie les soirs des 7, 8 et 9 janvier.

## Style
Les thèmes abordés dans sa musique tournent autour des meurtres, de la violence et de l'envie de devenir riche. Ces thèmes sont souvent abordés dans la drill anglaise, la drill UK (« drill » étant un terme argotique qui signifie « tirer sur quelqu'un »).
Il est tombé dans la drill UK en 2017, un ami lui ayant fait écouter Harlem Spartans. Il explique avoir trouvé nécessaire d'amener cette musique en France, pour faire revenir le kickage. Toutefois, il essaie de s'approprier la chose et de ne pas simplement imiter. Il veut faire quelque chose de français, et parler de choses qui ont lieu en France.
La plupart des vidéoclips de Ziak ont le noir et le blanc en couleurs prédominantes, des armes à feu ou des armes blanches et souvent des actes violents. Ses onomatopées et expressions récurrentes telles que « Uuuuh ! » (se prononçant « Euheuh ! ») lui donnent également un style bien reconnaissable. Son utilisation de « ching » ou « opp », propres aux rappeurs londoniens, prouvent encore une fois son intérêt pour la drill UK.
Il avoue ne pas savoir qui sont réellement ses inspirations. « Au final, j'ai tellement écouté de sons dans ma vie, que je retrouve mes inspirations en me réécoutant moi-même. Je me dis que en fait, cette chose-ci me fait penser à un tel à l'époque. » Il a beaucoup aimé Kery James et Sefyu, ainsi que Siboy et Kekra.

## Image
Ziak est reconnaissable à son bandana et sa voix grave ,mais dans son album ESSONNE HISTORY X sorti en janvier 2025 il a adopté un nouveau style en portant un masque orné de décorations médiéval. Le bandana est repris de la drill UK, où les artistes préfèrent l'anonymat puisqu'ils font souvent partie de gangs. En raison de ces caractéristiques, beaucoup de mèmes sur Ziak sont diffusés. Une partie d'entre eux portent sur certaines des paroles de ses chansons.
Ziak cultive une image mystérieuse de lui. [source secondaire souhaitée]. Le rappeur a effectué plusieurs featurings avec différents artistes comme Kerchak, Kaaris, Koba LaD, ou encore Josman. Il a également réalisé une collaboration avec Raplume. Le rappeur Maes indique dans une interview qu'il n'a pas vu son visage pendant leur collaboration. Il s'exprime dans ses clips et ses concerts. Il est apparu dans le 12e épisode de l'émission ZEN (Saison 2) en mars 2023[pertinence contestée] et a déjà donné une interview dans Clique X pour le 92e épisode de la série paru le 2 juin 2023. Il n'a jamais fait d'apparition à la radio ou sur un plateau de télévision,,.

## Polémique
Dans son titre "la tombe de marley", Ziak évoque la mort de son père. La F, un autre rappeur du monde de la drill, a ouvertement provoqué Ziak et son défunt père dans un single intitulé Félix Youssoupov. Cet homme est justement connu pour avoir tué Grigori Raspoutine. 
La F s'excuse publiquement en juin 2022 dans l'émission Wsh.

## Discographie
Ziak a obtenu quatre singles d'or, un single de platine, un single de diamant et un disque de platine. Une de ses collaborations a également été certifiée platine, Peur avec Kerchak, de même que Shonen en or, qui est le neuvième titre de son premier album.

### Albums studio
| Titre  | Détails de l'album | Meilleure position | Meilleure position | Meilleure position | Meilleure position | Certifications            | Ventes             |
| Titre  | Détails de l'album | FR                 | WAL                | FLA                | SUI                | Certifications            | Ventes             |
| ------ | --- | ------------------ | ------------------ | ------------------ | ------------------ | ------------------------- | ------------------ |
| Akimbo | - Sortie : 12 novembre 2021 - Label : Millenium / Capitol Music France / Chrome Castle - Format : CD, téléchargement, vinyle | 1                  | 2                  | 73                 | 14                 | - France (SNEP) : Platine | - France : 100 000 |
| Chrome | - Sortie : 24 février 2023 - Label : Millenium / Capitol Music France / Chrome Castle - Format : CD, téléchargement, vinyle  | 2                  | 5                  | —                  | 11                 | - France (SNEP) : Or      | - France : 50 000  |

### Singles
| Année | Titre                        | Meilleure position | Meilleure position | Meilleure position | Certification      | Album  |
| Année | Titre                        | FR                 | WAL                | SUI                | Certification      | Album  |
| ----- | ---------------------------- | ------------------ | ------------------ | ------------------ | ------------------ | ------ |
| 2020  | Double Dash                  | —                  | —                  | —                  |                    | NC     |
| 2020  | Raspoutine                   | 112                | —                  | —                  | - France : Platine | NC     |
| 2020  | Ronaldo                      | —                  | —                  | —                  |                    | NC     |
| 2020  | Quatre                       | —                  | —                  | —                  |                    | NC     |
| 2020  | C'est la vie                 | —                  | —                  | —                  |                    | NC     |
| 2020  | LG                           | —                  | —                  | —                  |                    | NC     |
| 2020  | Fixette                      | 5                  | 37                 | 94                 | - France : Diamant | Akimbo |
| 2020  | 123 Soleil                   | —                  | —                  | —                  |                    | NC     |
| 2021  | Flocko                       | —                  | —                  | —                  |                    | NC     |
| 2021  | Galerie                      | 28                 | —                  | —                  | - France : Platine | Akimbo |
| 2021  | S.P.S                        | 44                 | —                  | —                  |                    | Akimbo |
| 2021  | Ça suffit                    | 53                 | —                  | —                  | - France : Or      | NC     |
| 2021  | Akimbo                       | 12                 | —                  | —                  | - France : Or      | Akimbo |
| 2021  | Rhum et Machette (avec Maes) | 9                  | 41                 | 95                 | - France : Or      | Akimbo |
| 2021  | Vrai / Faux                  | 38                 | —                  | —                  |                    | Akimbo |
| 2022  | Dans les règles              | 136                | —                  | —                  |                    | Akimbo |
| 2022  | You know                     | 78                 | —                  | —                  |                    | Akimbo |
| 2023  | Même pas un grincement       | 10                 | 33                 | —                  | - France : Or      | Chrome |
| 2023  | Chrome                       | 33                 | —                  | —                  |                    | Chrome |
| 2023  | Pistol & Zamal               | 29                 | —                  | —                  |                    | Chrome |
| 2023  | Halla                        | —                  | —                  | —                  |                    | Chrome |
| 2025  | Manuel de vengeance          | —                  | —                  | —                  |                    | NC     |

### Collaborations
- 2021 : LD - Rich Porter (France Brexit Remix) avec Ziak
- 2021 : Trafiquinté - Brownie avec Ziak
- 2021 : Ziak avec Maes - Rhum & Machette (sur l'album Akimbo)
- 2022 : Kerchak - Peur avec Ziak (sur l'album Confiance) -  France :  Platine[47]
- 2022 : Raplume - Talent avec Ziak (sur l'album Le soleil se lèvera à l'Ouest)
- 2023 : Shtar Academy - Porte sans poignée avec Ziak & Ryan (sur l'album Shtar Academy (En Permission))
- 2023 : Ziak avec Koba LaD - Vautours (sur l'album Chrome)
- 2024 : Houdi - MODE HARDCORE avec Ziak
- 2024 : Kerchak - T'aimerais avec Ziak & Killemv (sur l'album Saison 2)